# Ursa
Ursa es un género de arañas araneomorfas de la familia Araneidae. Se encuentra en  Sudamérica, Sudáfrica y el sur de Asia.

## Lista de especies
Según The World Spider Catalog 12.0:
- Ursa flavovittata Simon, 1909
- Ursa lunula (Nicolet, 1849)
- Ursa pulchra Simon, 1895
- Ursa turbinata Simon, 1895
- Ursa vittigera Simon, 1895